# باولا فيراري
باولا فيراري (بالإسبانية: Paola Ferrari) (16 سبتمبر 1985 بأسونسيون في باراغواي - ) هي لاعبة كرة سلة باراغوايانية في مركز مدافع مسدد الهدف.